# Julija Gołubczikowa
Julija Gołubczikowa, ros. Юлия Алексеевна Голубчикова (ur. 27 marca 1983 w Moskwie) – rosyjska lekkoatletka, tyczkarka.
Wicemistrzyni świata juniorów z Kingston (2002), srebrna medalistka Halowych Mistrzostw Europy (Birmingham 2007), szósta zawodniczka mistrzostw świata z Osaki (2007). Największy sukces w karierze odniosła w 2009, kiedy to zdobyła halowe mistrzostwo Europy w Turynie. Podczas Igrzysk w Pekinie (2008) zajęła 4. miejsce. Na mistrzostwach świata (Berlin 2009) przeszła przez eliminacje, zaliczając wszystkie wysokości w pierwszych próbach, jednak kontuzja odniesiona podczas rozgrzewki uniemożliwiła jej występ w finale.
Reprezentantka kraju w Pucharze Europy (m.in. 1. miejsce w superlidze w 2008), druga zawodniczka suplerligi drużynowych mistrzostw Europy (Leiria 2009).
Wielokrotna mistrzyni Rosji, w 2005 została międzynarodową mistrzynią Izraela.

## Rekordy życiowe
- Skok o tyczce (stadion) – 4,75 m (2008)
- Skok o tyczce (hala) – 4,75 m (2008 & 2009)